# Rhagada harti
Rhagada harti är en snäckart som beskrevs av Alan Solem 1985. Rhagada harti ingår i släktet Rhagada och familjen Camaenidae. IUCN kategoriserar arten globalt som sårbar. Inga underarter finns listade i Catalogue of Life.